# Skyrunners
Skyrunners är en amerikansk-kanadensisk science fiction-/actionthrillerfilm från 2009, som hade premiär på TV-kanalen Disney XD den 27 november samma år. Detta är den första originalfilmen som haft premiär på Disney XD.

## Handling
Filmens handling kretsar kring tonårsbröderna Nick och Tyler Burns, som en dag får se att ett okänt ufo har kraschlandat i närheten av deras by. Den yngre brodern Tyler får otroliga superkrafter så fort de har kommit fram till ufot. Tyler blir därefter kidnappad av ett gäng utomjordingar, som planerar att ta över hela planeten Jorden. Nu är det upp till Nick att både rädda livet på sin bror samt rädda planeten Jorden från utomjordingarna.

## Rollista (i urval)

### Skådespelare
| Kelly Blatz   | – Nick Burns      |
| Joey Pollari  | – Tyler Burns     |
| Linda Kash    | – Robin Burns     |
| Conrad Coates | – Agent Armstrong |

### Svenska röster
| Oliver Åberg              | – Nick Burns      |
| Nick Atkinson             | – Tyler Burns     |
| Charlotte Ardai Jennefors | – Robin Burns     |
| Peter Sjöquist            | – Agent Armstrong |

## Produktion
Filmen spelades in på Studio West i Auckland i Nya Zeeland.